# 백만장자 빌리
《백만장자 빌리》(영어: Billy Madison)는 미국에서 제작된 태머라 데이비스 감독의 1995년 코미디 영화이다. 애덤 샌들러, 브래들리 휫퍼드, 브리짓 윌슨 등이 출연하였고, 로버트 사이먼즈 등이 제작에 참여하였다.

## 줄거리
빌리 매디슨은 포춘 500에 선정됐으며 650개 지점을 거느리고 있는 매디슨 호텔스의 후계자이다. 하지만 철없고 아둔하며 무례하기까지 한 빌리는 경영 수업을 거부하고 음주가무만 즐기며 집안에 끝없이 소란을 일으킨다.
참다 못한 아버지 브라이언은 호텔, 더 나아가 가산 지배권까지도 부정직한 부사장 에릭에게 넘겨버리겠다고 선언한다. 빌리가 사정하자 브라이언은 과거 빌리의 학창 시절 내내 빌리에게 합격 점수를 주도록 교사들에게 뇌물을 건네야만 했던 사실을 밝히면서 초중고 12학년을 빌리 본인 힘으로 완수하고 각 학년을 전부 2주만에 끝내 회사를 경영할만한 경쟁력이 있음을 증명한다면 빌리에게 다시 기회를 주겠다고 양보한다.
그렇게 27살 빌리는 다시 초등학교에 입학한다.

## 출연
- 애덤 샌들러 - 빌리 매디슨 역
- 브래들리 휫퍼드 - 에릭 고든 역
- 조시 모스텔 - 맥스 앤더슨 교장 역
- 브리짓 윌슨 - 버로니카 본, 3학년 교사 역
- 놈 맥도널드 - 프랭크 역
- 대런 맥개빈 - 브라이언 매디슨 역
- 래리 행킨 - 칼 앨폰스 역
- 테리사 메릿 - 와니타 역
- 짐 다우니 - 10종 경기 심판 역
- 로버트 스마이글 - 오블래스키 씨 역
- 스티브 부세미 - 대니 맥그래스 역
- 크리스 팔리 - 버스 운전 기사 역

## 기타 제작진
- 협력 제작: 잭 지어러퓨토
- 배역: 재키 브라운, 토드 세일러, 디어드러 보언
- 미술: 페리 앤덜린 블레이크
- 의상: 마리실비 더보
- 음악 감독: 랠프 솔